# Pavel Kurlov
Pavel Grigorjevič Kurlov (rusky Павел Григоревич Курлов, 1860–1923) byl ruský generál a politik.

## Životopis

### Mládí
Pavel Kurlov se narodil v panské rodině. V roce 1879 dokončil Nikolajevskou vojenskou školu. Sloužil v granátnické gardě a několika skupinách hradní stráže.

### Voják
V roce 1888 vychodil Kurlov Alexandrovu militantní akademii. Roku 1890 začal sloužit v ministerstvu spravedlnosti. V roce 1891 vystoupil Kurlov z vojenské služby. Roku 1899 sloužil jako prokurátor ve Vologdě.

### Politik
Roku 1905 se stal Kurlov guvernérem Minsku, kde úspěšně potlačil revoluci roku 1905. V roce 1906 se stal Kurlov zástupcem ministra vnitra.
Roku 1907 se stal zástupcem ředitele Ochranky. Roku 1909 se stal Kurlov jejím vedoucím a byl povýšen na generálporučíka.

### Atentát na Stolypina
Dne 1. září 1911 odjel ministerský předseda Pjotr Stolypin s carem do Kyjeva na představení opery Pohádka o caru Saltánovi. Představení se účastnil i Kurlov, který odpovídal za bezpečnost cara i Stolypina. Kurlov seděl se Stolypinem v první řadě, kde seděli ostatní členové vlády. Car Mikuláš II. seděl v gubernátorské lóži.
O přestávce po druhém dějství odešel Kurlov na toalety. Když se vrátil, bylo mu oznámeno, že Stolypin byl těžce postřelen členem strany Eserů a carským agentem Dmitrijem Bogrovem, který byl zároveň agentem Ochranky. Po Stolypinově smrti 5. září byl Kurlov pro neschopnost ze všech funkcí sesazen.

### První světová válka
V prvních letech první světové války byl Kurlov jedním z velitelů severozápadní fronty. Později se stal také pomocným velitelem Dvinského okruhu. Na dva měsíce se stal opět zástupcem ministra vnitra.

### Pád
Za únorové revoluce roku 1917 byl Kurlov zatčen a uvězněn v Petropavlovské pevnosti. Ze zdravotních důvodů byl propuštěn do domácího vězení. V roce 1918, po vyhlášení Rudého teroru, uprchl Kurlov do zahraničí.
Ve exilu přijímal účasti v činnostech monarchistických organizací. Napsal také knihu Zánik carského Ruska, v níž požaduje návrat cara.
Pavel Kurlov zemřel v Berlíně a je pohřben na Tegelském hřbitově.

## Plukovník Murlov
Atentát na Stolypina využil dramatik Leo Birinski ve své hře The Holy Devil (Rasputin). Ve hře vystupuje Kurlov pod jménem Plukovník Murlov, který Bogrovovi (který ve hře vystupuje jako Magrov) dává pokyn, aby zastřelil Stolypina (který se ve hře jmenuje Ministr).